# 埃爾孔塞霍
埃爾孔塞霍（西班牙語：El Consejo），是委內瑞拉的城鎮，位於該國西南部阿拉瓜州，是何塞拉斐爾雷文加市的首府，處於卡拉卡斯和馬拉凱之間，海拔高度534米，2011年人口48,910。
10°14′39″N 67°14′42″W / 10.24417°N 67.24500°W